# 卡洛茨福
卡洛茨福，是匈牙利佐洛州所辖的一个村，总面积10.21平方公里，总人口150，人口密度14.7人/平方公里（2010年1月1日）。